# Limite de detecção
Limite de detecção, ou LOD (limit of detection), é a mais baixa quantidade de um analito que pode ser distinguido da ausência dessa substância (um valor em branco) dentro de um intervalo de confiança declarado (geralmente 1%). O limite de detecção é calculado a partir da média do desvio padrão do branco e algum fator de confiança. Outra consideração que afeta o limite de detecção é a precisão do modelo utilizado para prever a concentração a partir do sinal analítico não tratado.